# Glauco Soares de Lima
Glauco Soares de Lima (Pelotas, 28 de janeiro de 1934 - São Paulo, 26 de dezembro de 2017) foi um bispo anglicano brasileiro da Igreja Episcopal Anglicana do Brasil (IEAB) e, posteriormente, do Movimento Anglicano no Brasil. Foi o bispo da Diocese Anglicana de São Paulo, de 1990 a 2002, e bispo-primaz da IEAB por dez anos, de 1993 a 2003. 

## Carreira
Filho de Geny Soares de Lima e de Garry Martins de Lima e oriundo de uma família de classe média baixa, estudou Filosofia na Universidade Federal do Rio Grande do Sul e Teologia no Seminário Teológico Anglicano. Foi ordenado diácono em 30 de novembro de 1956, na Paróquia da Ascensão, em Porto Alegre, pelo Bispo Egmont Machado Krischke. Lima obteve seu mestrado na Escola Teológica Episcopal em 1961. Mais tarde obteve doutorado na mesma instituição. Serviu como reitor de diversas paróquias do Rio de Janeiro, além de manter empregos no campo da educação para se sustentar financeiramente. Também foi professor de teologia pastoral no Seminário Teológico Nacional de sua igreja. 
Em 1° de julho de 1989, Lima foi sagrado bispo na Catedral Anglicana de São Paulo, sucedendo Dom Sumio Takatsu. Em 1991 foi agraciado com o titulo de doutor honoris causa da Escola Episcopal de Teologia da Universidade de Harvard. Foi eleito bispo primaz em 1993, sendo sucedido pelo bispo Orlando Santos de Oliveira em 2003. Foi casado com Helen Jane de Souza Garcia, com quem teve quatro filhos. 
Em 2013, juntou-se ao movimento liderado pelo então Bispo da Diocese Anglicana de São Paulo, Dom Roger Douglas Bird, e o Reverendo Aldo Quintão, tornando-se um dos fundadores do Movimento Anglicano no Brasil, que rompeu com a IEAB, e atualmente tem como sede a Catedral Anglicana de São Paulo. Morreu em São Paulo no dia 26 de dezembro de 2017.